# Célibataires
Ne doit pas être confondu avec Singles, film américain de 1992. Pour l'article sur l'état de célibataire, voir Célibat.
Pour plus de détails, voir Fiche technique et Distribution.
Célibataires est un film français réalisé par Jean-Michel Verner, sorti en 2006.

## Synopsis
Ben, 35 ans, (Guillaume Depardieu) attend le trentième anniversaire de Karine pour lui demander de l'épouser. Mais Karine, lassée d'attendre cette déclaration, le devance ce jour-là, et lui annonce qu'elle le quitte. Ben cherche quelque réconfort auprès de ses vieux copains, avec qui il va tenter de tourner la page et de commencer une nouvelle vie.

## Fiche technique
- Titre : Célibataires
- Réalisation : Jean-Michel Verner
- Scénario : Jean-Michel Verner
- Production : Jeanne-Rose Tremski et Stéphanie Vannier
- Supervision musicale : Amélie de Chassey
- Photographie : Jean-Max Bernard
- Montage : Jean-Marie Lengellé
- Décors : Nikos Mélétopoulos
- Pays d'origine :  France
- Format : couleur - 1,85:1 - Dolby Digital - 35 mm
- Genre : comédie
- Durée : 93 minutes
- Dates de sortie : 1er mars 2006 (France), 8 mars 2006 (Belgique)

## Distribution
- Guillaume Depardieu : Ben
- Olivia Bonamy : Nelly
- Patrick Mille : Ludo
- Serge Hazanavicius : Nathan
- Cartouche : Aïssa
- Stéphanie Vicat

## Musiques additionnelles
Sauf indication contraire ou complémentaire, les informations mentionnées dans cette section proviennent du générique de fin de l'œuvre audiovisuelle présentée ici.
- Bravo tu as gagné - Mireille Mathieu (adaptation française de The Winner Takes It All d'ABBA - scène de la discothèque)
- Mexican Mariachi - air traditionnel mexicain à la trompette
- Laisse-moi t'aimer - Mike Brant
- La Belle Vie - Sacha Distel, générique de fin - interprétée par Guillaume Depardieu
- Lettre à Elise - Beethoven

Sans crédits au générique :
- Citation quasiment non chantée de quelques strophes de Ne me quitte pas de Jacques Brel